# Neoperla ochracea
Neoperla ochracea är en bäcksländeart som beskrevs av Peter Zwick 1981. Neoperla ochracea ingår i släktet Neoperla och familjen jättebäcksländor. Inga underarter finns listade i Catalogue of Life.